# Robot Aviation

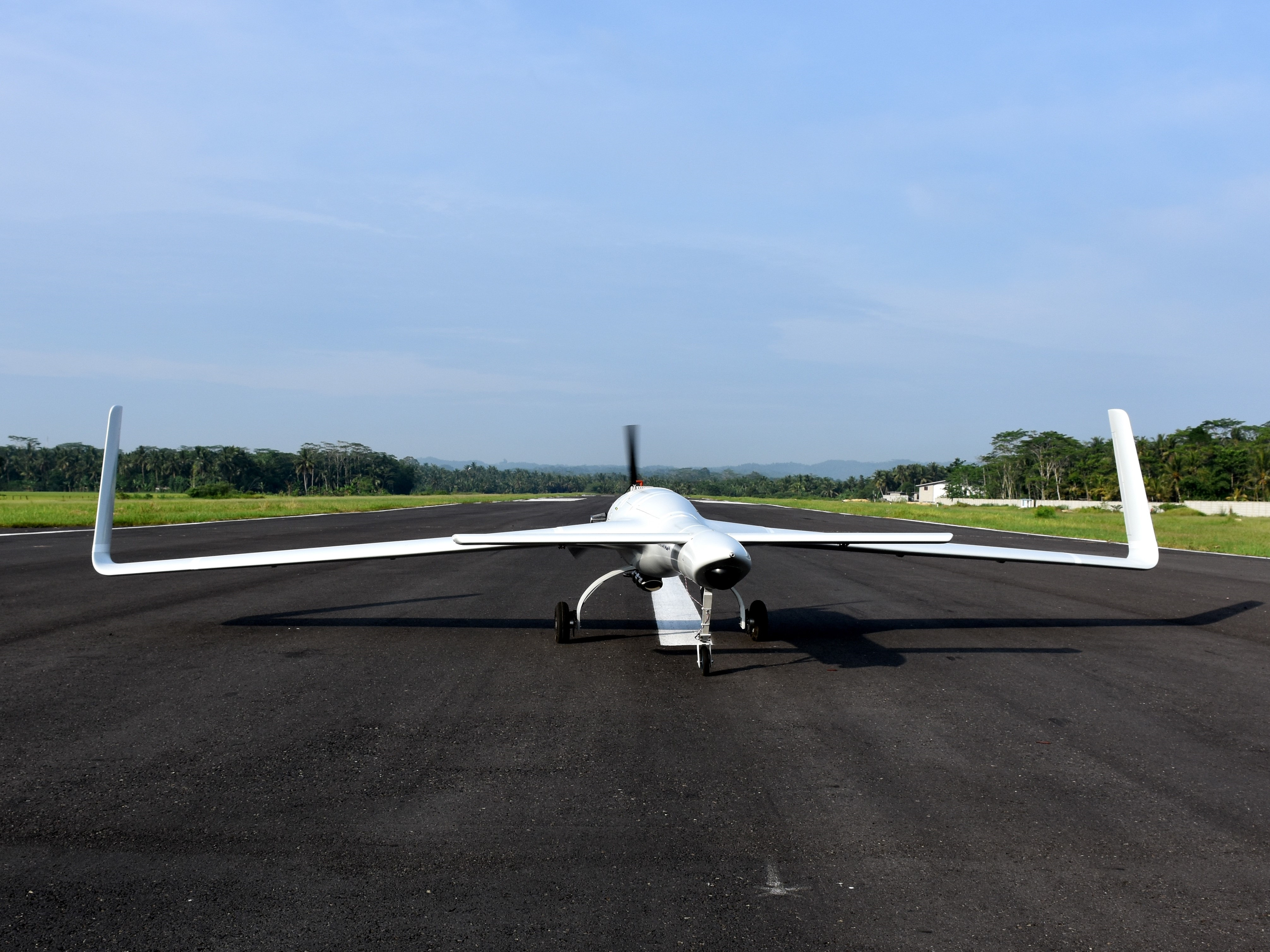
SkyRobot FX450

Robot Aviation – firma z branży lotniczej z siedzibą w Oslo, posiadająca spółkę zależną w Warszawie, zajmującą się badaniami i produkcją oraz spółkę zależną w USA z siedzibą w Grand Forks (Północna Dakota) i Phoenix (Arizona).
Robot Aviation zajmuje się projektowaniem, rozwojem i wytwarzaniem kompletnych bezzałogowych systemów latających (pot. drony) znajdujących zastosowanie w różnych branżach przemysłu. Wśród produktów firmy znajdują się zarówno bezzałogowe śmigłowce jak i płatowce.

## Historia
Firma Robot Aviation została założona w 2008 w Gjøviku w Oppland w Norwegii przez Ole Vidara Homleida i Oddvara Kristiansena.  Chociaż oficjalna siedziba firmy mieściła się w Gjøviku, to pierwszy prototyp SkyRobota (FX450) powstał w Skotfoss w Skien (Telemark) we współpracy z firmą Aero-Design Pawła Różańskiego. W 2016 r. zostały założone spółki w Polsce i USA.
W maju 2018 firma nabyła szwedzkiego producenta bezzałogowców - firmę UAS Europe AB. UAS Europe AB była uznawana za jednego z czołowych wytwórców małych systemów bezzałogowych i ich podzespołów w Europie. Wytwarzane w tej firmie oprogramowanie do naziemnej stacji kontroli spełnia wymogi NATO dla bezzałogowców - NATO STANAG 4586 i jest używane przez ponad 30 organizacji na całym świecie.
Do oferowanych dotychczas przez Robot Aviation produktów - SkyRobot FX20 i SkyRobot FX450 dołączył znany już Spy Owl 200 produkowany przez UAS Europe. Teraz będzie występował pod nazwą SkyRobot FX10. Firma UAS Europe AB jest zlokalizowana w skandynawskim centrum awiacji w Linköping w Szwecji. Będzie to trzeci zakład produkcyjny Robot Aviation po Eggemoen w Norwegii i Warszawie w Polsce.

## Produkty
- SkyRobot FX20 – płatowiec o maksymalnej masie startowej (MTOW) 12 kg i ładowności 6 kg, przeznaczony do obserwacji infrastruktury.
- SkyRobot FX450 – płatowiec o maksymalnej masie startowej 180 kg i ładowności 100 kg, przeznaczony do obserwacji obszarów morskich.
- SkyRobot RX55 – bezzałogowy śmigłowiec o maksymalnej masie startowej 25 kg i ładowności 8 kg.
- SkyRobot RX100 – bezzałogowy śmigłowiec o maksymalnej masie startowej 65 kg i ładowności 39 kg, przystosowany do większych załadunków i dłuższych lotów.
- SkyRobot RX200 – bezzałogowy śmigłowiec zapewniający optymalizację ładowności i długości lotu (w fazie opracowywania).
- System startu i lądowania – opracowany dla SkyRobot FX20 i podobnych systemów bezzałogowych.